# Pseudobrachypeza floralis
Pseudobrachypeza floralis är en tvåvingeart som beskrevs av Uwe Kallweit 1995. Pseudobrachypeza floralis ingår i släktet Pseudobrachypeza och familjen svampmyggor.
Artens utbredningsområde är Nepal. Inga underarter finns listade i Catalogue of Life.